# 斯特里貝克曲線
斯特里貝克曲線（英語：Stribeck curve）是力學當中的摩擦學的一個基礎概念。該曲線指出流體潤滑接觸摩擦力是接觸負載、潤滑劑黏度以及潤滑劑夾帶速率的非線性函數。此一發現與基礎研究源於理察·斯特里貝克和梅奧·代爾·赫西等人的貢獻。

## 概念

斯特里貝克曲線示意圖（橫軸為赫西數；縱軸為摩擦力）
1. 邊界潤滑
2. 混合潤滑
3. 流體動力潤滑

對於兩流體潤滑介面的接觸行為，斯特里貝克曲線指出了赫西數（Hersey number）與摩擦係數之間的非線性關係。其中，赫西數為無因次量，並定義為：
{\displaystyle {\begin{aligned}{\text{Hersey number}}={\frac {\eta \cdot N}{P}},\end{aligned}}}
其中，η為流體動態黏度，N為流體夾帶速率，而P是摩擦接觸的正向負載。因此，給定一黏度和負載，斯特里貝克曲線可描述摩擦力如何隨速度而改變。基於典型的斯特里貝克曲線（如右圖），可定義三種潤滑機制：
| 1. | 邊界潤滑（boundary lubrication）     | 固體表面的直接接觸，主要由表面粗糙度支撐負載、高摩擦力 |
| 2. | 混合潤滑（mixed lubrication）     | 一些表面粗糙度接觸，由表面粗糙度和液體潤滑劑支撐負載。 |
| 3. | 流體動力潤滑（hydrodynamic lubrication） | 粗糙度接觸可忽略不計，負載主要受流體動力的壓力影響。   |

## 歷史與歸屬

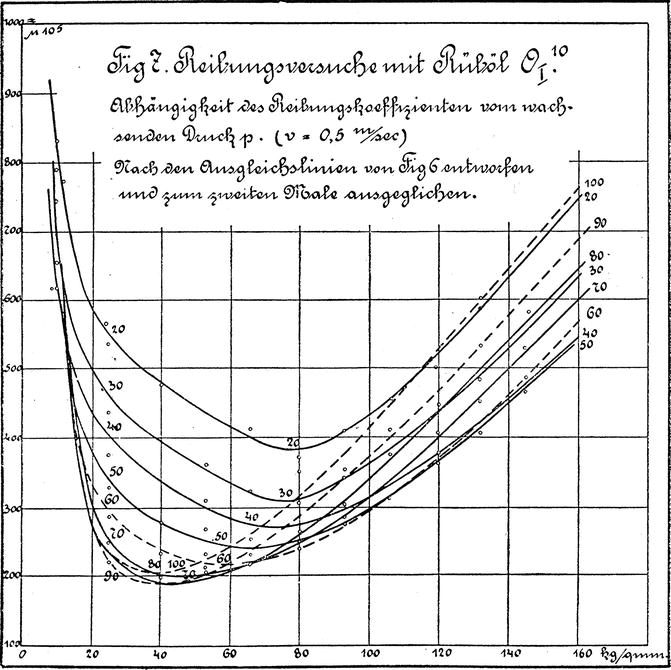
馬滕斯研究所獲得的典型斯特里貝克曲線

理察·斯特里貝克曾在柏林皇家普魯士技術檢測研究所（MPA，今BAM）從事研究工作，並於1901年12月5日的一場鐵路學會的公開會議中展示其研究成果，隨後於1902年9月6日正式發表。早於斯特里貝克，同一機構的工程師阿道夫·馬滕斯曾在1855年進行類似的研究，而美國史蒂文斯理工學院的羅伯特·亨利·瑟斯頓教授亦早於1870年代中期從事過類似研究。雖然馬滕斯和瑟斯頓等人較斯特里貝克早先得到相關結論，但由於斯特里貝克將自己的成果發表於當時德國最有影響力的科技期刊《德國機械工程師期刊》（VDI）上，因此流體潤滑表面的摩擦曲線理論最終歸屬於斯特里貝克。馬滕斯曾在普魯士皇家技術檢測研究所的官方雜誌上發表了他的研究成果，該研究所即今日的BAM。VDI期刊將斯特里貝克的數據廣泛提供給各界取得，其同事後來又將這些結果細分為三大典型摩擦機制。瑟斯頓沒有可用於連續紀錄摩擦係數的實驗設備，其研究僅限於分散取樣點的量測；這些說明了為何他沒有發現液體潤滑軸套的最小摩擦係數，而相反地，在馬滕斯和斯特里貝克等人提出的曲線中則詮釋了該最小值。